# Marathyssa ocularis
Marathyssa ocularis là một loài bướm đêm trong họ Noctuidae.